# الفاکار
الفاکار (به اسپانیایی: Alfacar) یک شهرستان در اسپانیا است که در اسپانیا واقع شده‌است.